# Guineabusktörnskata
Guineabusktörnskata (Laniarius turatii) är en västafrikansk fågel i familjen busktörnskator inom ordningen tättingar.

## Kännetecken

### Utseende
Fågeln är en medelstor (20-21 cm) svartvit busktörnskata, svart ovan och gräddvit under. Diagnostiskt är avsaknaden av vitt vingband, en egenskap den endast delar med kenyabusktörnskata som inte förekommer i samma område. Övergumpen och nedre delen av ryggen är vidare vitfläckig.

### Läten
Den ringande sången framförs i duett och liknar sina släktingars.

## Utbredning och levnadssätt
Fågeln förekommer i Guinea-Bissau, västra Guinea och västra Sierra Leone, i ogenomtränglig undervegetation och i buskage. I norra Sierra Leone är den vanlig i skogssavann men förekommer också i gräsmarker där utspridda träd förekommer, till och med även i trädgårdar i urbana miljöer.

## Systematik
Guineabusktörnskata har tidigare betraktats som en underart till tropikbusktörnskata, men de två överlappar i utbredning i ett litet område kring Bafodia i norra Sierra Leone där de inte interagerar.

## Status
Fågeln beskrivs som vanlig och det finns inga tecken på att den minskar i antal. Internationella naturvårdsunionen IUCN kategoriserar den därför som livskraftig.

## Namn
Artens vetenskapliga namn hedrar Ercole Conte Turati (1829-1881), italiensk bankman, naturforskare och samlare. Tidigare kallades den turatibusktörnskata även på svenska, men tilldelades 2023 ett mer informativt namn av BirdLife Sveriges taxonomikommitté.